# 두웅습지
두웅습지(斗雄濕地)는 충청남도 태안군 신두리에 있는 람사르 협약 등록 습지이다. 2002년 보호 습지가 되었고 2007년 람사르 협약에 등록되었다. 두웅습지는 원래 바닷가였으나 신두리 해안사구가 형성되는 과정에서 배후 습지로 남게 되었다.

## 두웅습지 습지보호지역
2002년 10월 19일 환경부장관이 습지보전법 제8조제1항 및 제4항에 의거 '두웅습지 습지보호지역'으로 지정 고시하였다.
- 명칭 : 두웅습지 습지보호지역
- 위치 : 충남 태안군 원북면 신두리 일원
- 면적: 64,595m2
- 지정연월일 : 2002년 11월 1일
- 지정목적 : 신두리 해안사구의 배후습지 보호, 희귀야생동식물의 서식지 보호
- 근거법령 : 습지보전법 제8조제1항 및 제4항
- 관리청 : 환경부, 금강유역환경청

## 갤러리

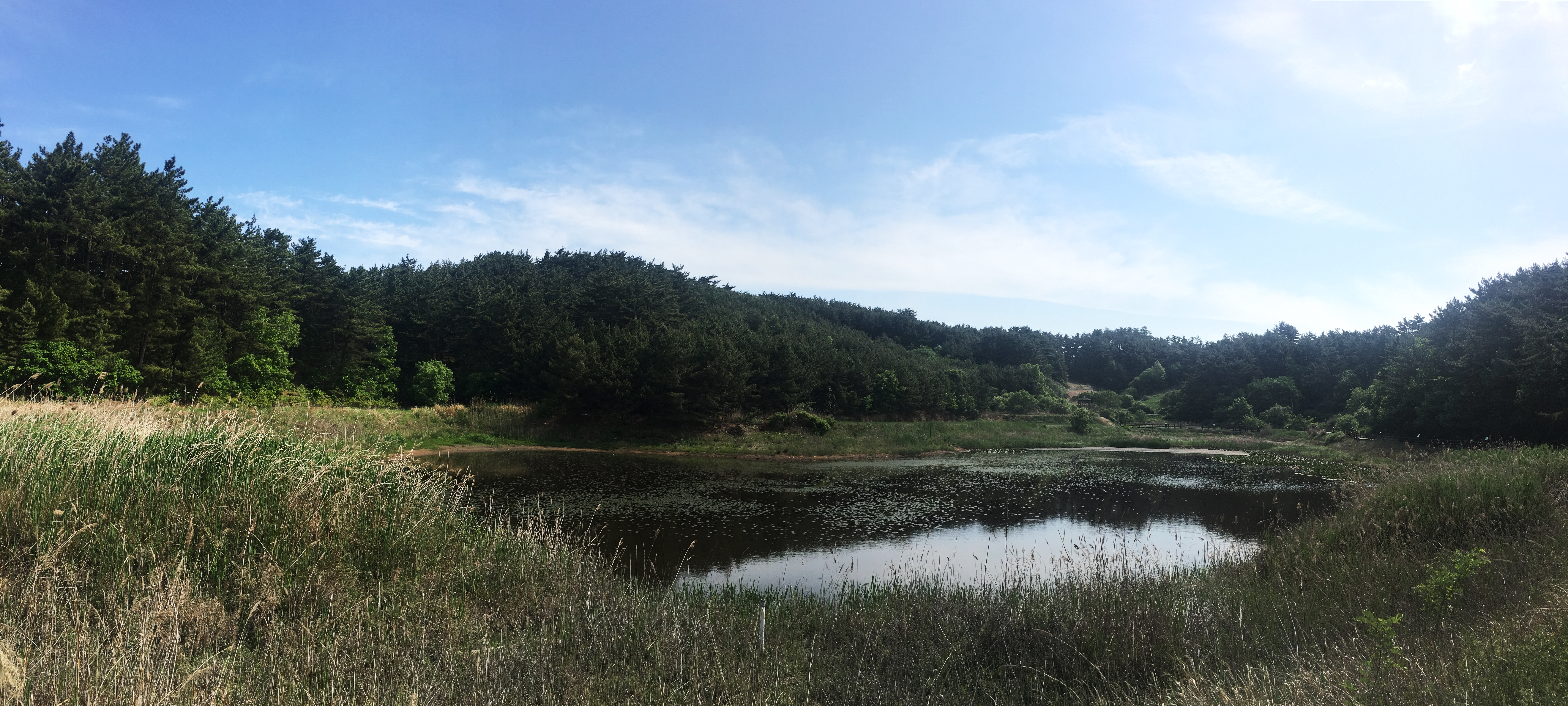
두웅습지 전경